# Joseph Dube
Joseph Dube (né le 15 février 1944) est un haltérophile américain ayant participé aux Jeux olympiques d'été de 1968. Il remporte la médaille de bronze dans la catégorie des +90 kg. Il a également remporté les Jeux panaméricains et a été champion du monde.

## Palmarès

### Jeux olympiques
- Jeux olympiques de 1968 à Mexico,  Mexique
  -  Médaille de bronze